# Abraham Munting
Abraham Munting (Groningen, 19 juni 1626 – aldaar, 31 januari 1683) was een Nederlands botanicus en arts.

## Levensloop
Abraham Munting was de zoon van Henricus Munting (1583–1658). Na het afronden van de Latijnse school in zijn geboortestad studeerde hij vanaf januari 1645 aan de Groninger Academie. Hij studeerde in 1649 af met de verdediging van het werk De turffis, sive de cespitibus bituminosis van zijn hoogleraar Schoock.

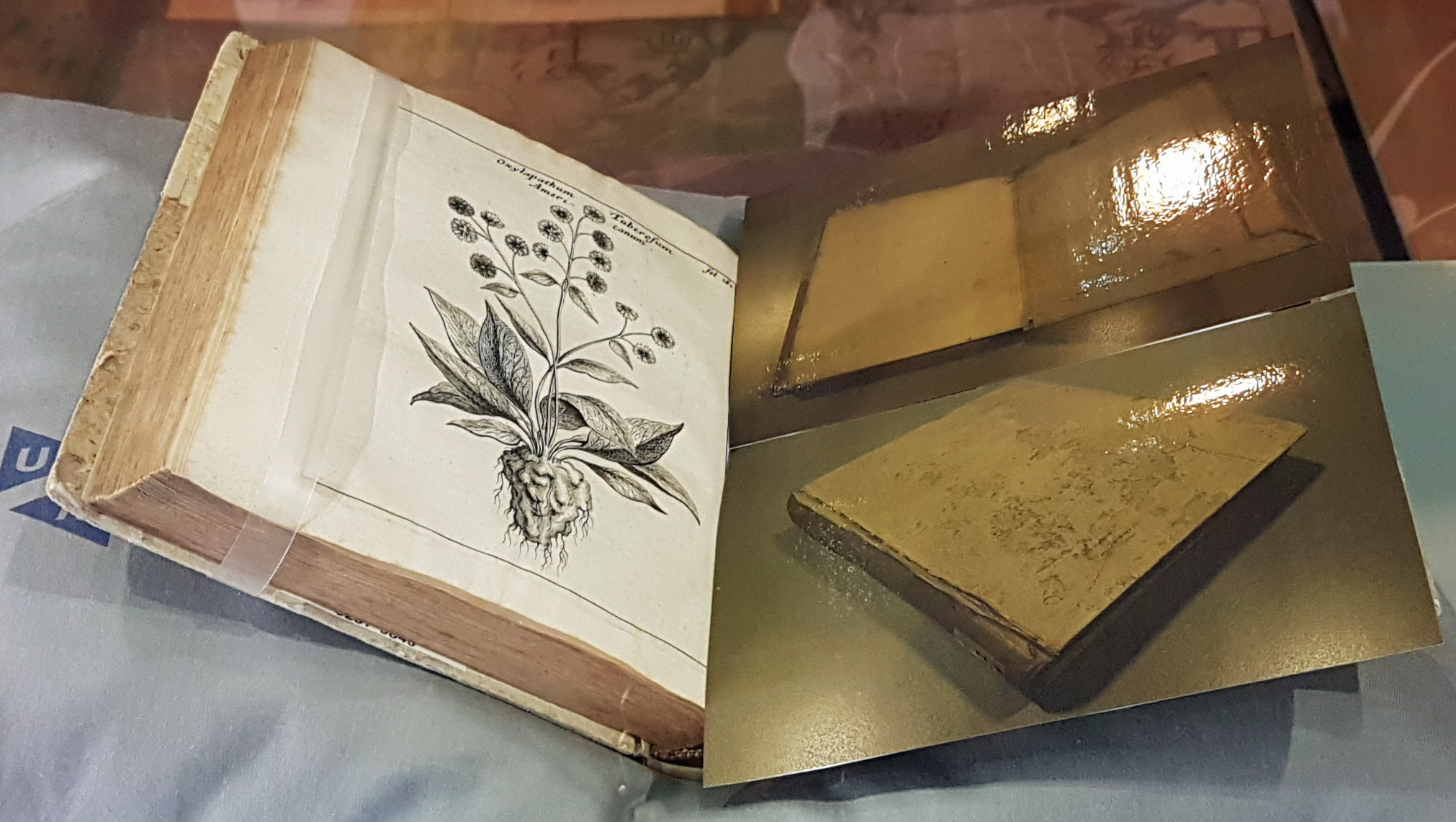
De vera antiquorum herba Britannica, enz. (Hieronymus Sweerts, Amsterdam, 1681)

Omdat zijn vader erop aandrong dat hij de beroemde hortus van hem zou overnemen, zette hij zijn studie voort. Hij bracht kennismakingsbezoeken aan de universiteiten van Franeker, Utrecht en Leiden, en ging vervolgens naar Parijs. In Angers verwierf hij de titel 'doctor medicinae'. In 1651 kwam hij terug in Groningen, waar hij in 1654 tot adjunct van zijn vader werd benoemd. Na de dood van zijn vader nam hij de botanische tuin over. Van 1658 tot 1660 was hij als buitengewoon hoogleraar plantkunde verbonden aan de Groningse academie. In 1660 werd hij benoemd tot gewoon hoogleraar plantkunde, wat hij bleef tot aan zijn dood.
In 1658 trouwde hij met Elizabeth Gabbema uit Leeuwarden. Het echtpaar kreeg twee zoons en een dochter. Alleen zijn zoon Albert (1663–1694) overleefde hem.
Munting was in het academisch jaar 1675–1676 rector van de Groningse academie.
Na zijn dood in 1683 nam zijn zoon Albert Munting de botanische tuin over.

## Publicaties
In 1672 verscheen zijn werk Waare Oeffening der Planten, waarvan in 1682 de tweede oplage verscheen. In 1680 kwam Aloidarium, sive Aloes mucrunato folio Americanae majoris uit. In 1681 volgde De vera antiquorum herba Britannica. In 1696 verscheen bij Pieter vander Aa in Leiden en Francois Halma in Utrecht postuum een sterk uitgebreide versie van Waare Oeffening onder de titel Naauwkeurige beschryving der aardgewassen. In 1702 werd dit werk uitgebracht als Phytographia curiosa, in het Latijn vertaald door Franz Kiggelaer.

## Eponymie
Het plantengeslacht Muntingia (1753) is door Linnaeus vernoemd naar Munting.
- Bibsys: 2023590
- Biblioteca Nacional de España: XX1696748
- Bibliothèque nationale de France: cb10408033r (data)
- Author citation (botany): Munting
- Biografisch Portaal: 44497006
- CiNii: DA05727458
- Digitale Bibliotheek voor de Nederlandse Letteren: munt008
- Stuttgart Database of Scientific Illustrators 1450–1950: 12748
- Gemeinsame Normdatei: 100222463
- International Standard Name Identifier: 0000 0000 8077 0726
- Library of Congress Control Number: no96012736
- Nationale Bibliotheek van Tsjechië: mzk2009510268
- Nationale Bibliotheek van Polen: a0000002179969
- Nederlandse Thesaurus van Auteursnamen: 069018405
- Réseau des bibliothèques de Suisse occidentale: 02-A012546701
- Istituto Centrale per il Catalogo Unico: BVEV059540
- Système universitaire de documentation: 142874884
- Virtual International Authority File: 42182708
- WorldCat: E39PBJB8r4pMPtTQcYVQPkGyh3